# Dick Tracy (игра, Sega)
Dick Tracy — видеоигра в жанре action, разработанная и выпущенная компанией Sega of America в 1990 году по мотивам комиксов о приключениях полицейского детектива, а также на одноимённом кинофильме 1990 года.

## Игровой процесс

Кадр из игры для версии Sega Mega Drive/Genesis

По сюжету Альфонсе Каприс убивает отца жены Трейси, и последний должен отомстить за его смерть.
Игра представляет собой action и состоит из нескольких уровней. Уровни в игре построены с применением двухмерной графики и горизонтального скроллинга, которые делятся на два типа: игровые и бонусные.
В игровых уровнях персонаж перемещается по определённым локациям и уничтожает врагов; каждый уровень должен быть завершён до того как истечёт отведённое время (за исключением уровней с автомобильными погонями, ограниченными длиной пути). Также некоторые из уровней представляют собой автомобильные погони за преступниками, а игрок управляет машиной и героем. При этом нужно уничтожать преступников и избегать столкновений с соседними автомобилями. В конце большинства уровней находятся боссы.
Во время бонусных уровней (обычно находящихся между игровыми) персонаж расстреливает тренировочные мишени, изображающие врагов и мирных жителей; при попадании в изображение мирного жителя бонусный уровень заканчивается.
Детектив вооружён пистолетом и автоматом. Оружие используются для защиты врагов по обе стороны от героя, а также на некотором расстоянии от него; оружие имеет ограниченный боезапас, который необходимо пополнять в ходе уровня. Враги — люди Альфонсе Каприса — достаточно слабы, но многочисленны; они также вооружены пистолетами и автоматами.

## Оценки
| Иноязычные издания | Иноязычные издания |
| Издание            | Оценка             |
| ------------------ | ------------------ |
| CVG                | 64 % (SMS)         |

Игра получила смешанные отзывы критиков.